# Sečianky
Sečianky es un municipio situado en el distrito de Veľký Krtíš, en la región de Banská Bystrica, Eslovaquia. Tiene una población estimada, en marzo de 2023, de 319 habitantes.
Está ubicado al suroeste de la región, en la cuenca hidrográfica del río Ipoly —un afluente izquierdo del Danubio— y cerca de la frontera con la región de Nitra y con Hungría.

## Demografía
| Año        | 1994 | 2004    | 2014    | 2024     |
| ---------- | ---- | ------- | ------- | -------- |
| Población  | 448  | 406     | 379     | 333      |
| Diferencia |      | −9,37 % | −6,65 % | −12,13 % |

| Año        | 2023 | 2024    |
| ---------- | ---- | ------- |
| Población  | 323  | 333     |
| Diferencia |      | +3,09 % |